# 黄舣长江大桥
黄舣长江大桥，位于中国四川省泸州市黄舣镇，是成自泸高速公路泸州段跨越长江的一座双塔钢结构斜拉桥。大桥全长1,223米，其中主桥长953米，引桥长270米，主跨520米，主桥跨径布置为：39+53+48+520+53+（5×48）米。
大桥两个桥塔的高度分别为210米和123.5米，同时为了体现泸州的酒文化特色，桥塔在外形上设计为酒瓶形状，而边跨桥墩则设计为酒杯形状。该桥于2010年1月1日开工建设，2012年4月11日主体合龙，2014年6月29日正式通车。

## 质疑
2012年12月26日，有网友在泸州多家网络论坛上发布了一张疑似桥墩悬空的照片，显示内容为当时尚未完工的泸州黄舣长江大桥北桥墩，因桥墩部分底部悬空，发帖人对桥梁质量产生了忧虑，同时也引起了众多网友的质疑，大家纷纷转发并留言希望政府相关部门给予关注。
当地媒体记者随后与承建方联系，得到答复：桥墩本身没有质量问题，裸露的部分为承台，而桥墩的基础则设置在长达40米的端承桩基上，十分稳固；由于桥墩位置的原始地形是斜坡，所以承台和部分桩基露在外面是正常的。承建方同时表示，他们将会对裸露的部分进行处理。